# Franka Di Rienco
Franka Di Rienco (fr. Franca Di Rienzo, 11. decembar 1938) francuska je pevačica italijanskog porekla.

## Biografija
Rođena je 11. decembra 1938. godine u Borgoseziji u Italiji. Predstavljala je Švajcarsku na Pesmi Evrovizije 1961. sa pesmom Nous aurons demain. Bila je treća od 16 pesma sa 16 osvojenih bodova.
Godine 1963, ponovo je predstavljala Švajcarsku, ali ovaj put na međunarodnom takmičenju pesama u Sopotu u Poljskoj, pesmom njenog supruga Kristiana Ševaliera. Potom je postala pevačica francuske folk grupe „Les Troubadours”, pre nego što je snimila dva albuma dečijih pesama, koje je takođe napisao Kristian Ševalier. Nekoliko pesama je objavljeno pod njegovim imenom.
Igrala je ulogu Marije-Antoanete u francuskoj rok operi La Révolution française 1973. Tom prilikom izvela je pesmu pod nazivom Au petit Matin.